# Principato di Auersperg
Il Principato di Auersperg fu un principato della nobile famiglia tedesca omonima. Collocata a sud del Baden-Württemberg (Germania) esistette per poco più di un secolo dalla sua fondazione.

## Storia
Quando il territorio di Tengen fu menzionato la prima volta in una lettera come Teingon, apparteneva al vescovo Salomone II di Costanza, morto nel 889. Durante il regno imperiale degli Staufer fu infeudato in una Signoria, che fu divisa in due domini.
Nel 1275 il dominio anteriore fu venduto Signori di Klingenberg, che 1305 passò agli Asburgo e nel 1387 di nuovo ai Klingenberg. Nel 1462 passò ai Signori di Bodman e di Jungingen e nel 1488 al Baliato di Alsazia-Borgogna dell'Ordine teutonico di Mainau, dove rimase stabilmente fino al 1790.
La parte inferiore, che includeva il castello di Tengen, fu venduta dal conte Christoph di Nellenburg-Tengen nel 1522 all'imperatore Carlo V, insieme a Hinterstadt. Nel 1534 la contea fu unita al Langraviato di Nellenburg, che apparteneva all'Austria Anteriore, sotto il dominio degli Asburgo.
Nel 1651 fu data in pegno alla famiglia Auersperg, che lo ricevette in feudo nel 1653.

### Auersperg
I signori di Auersperg, originari della Carniola, furono prima cavalieri (XII secolo) e dal 1495 baroni di Auersperg, Schönberg e Seisenberg. Wolfgang Enghelberto von Auersperg (1624-1673), già conte dell'impero nel 1630, per i meriti e la fedeltà dimostrata all'imperatore durante la Guerra dei trent'anni ricevette nel 1653 la dignità principesca ereditaria di Reichsfürst, col predicato d'onore di Hochgeboren (Illustrissima Altezza), e nel 1663 la signoria immediata di Tengen quale contea principesca (Gefürstete Grafschaft) sovrana. Dal 1654, Wolfgang e la sua famiglia acquistarono il seggio e il voto alla Dieta, oltre ai ducati non sovrani di Müsterberg und Frankenstein in Slesia, che restò loro appannaggio fino al 1791.

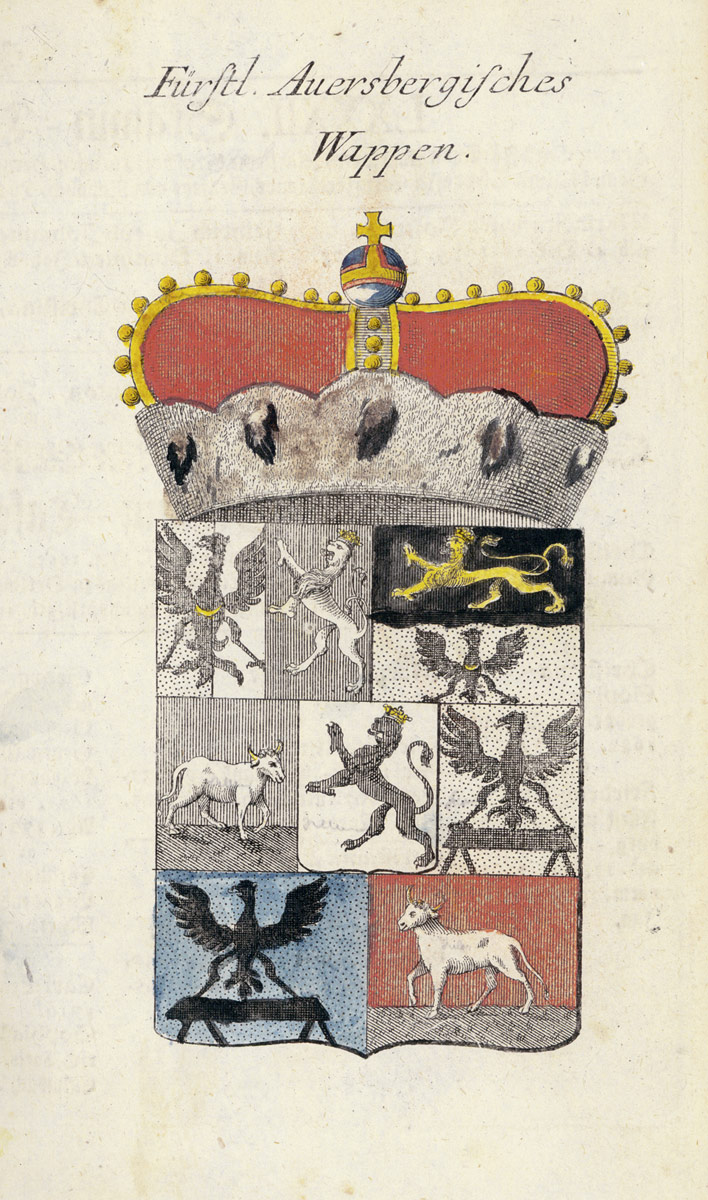
Stemma dei principi Auersperg dal Geschichts- Geschlechts- und Wappen-Calender für 1737

Il nipote di Wolfgang Enghelberto, Francesco Carlo (1677-13), terzo principe di Auersperg, ereditò la contea di Losenstein nell'Alta Austria - i Losensteinische Stammgüter - a sud di Wels, mentre il fratello Ferdinando (morto nel 1706) fu principe mediato di Münsterberg e Frankenstein in Slesia.
Enrico Giuseppe Giovanni (1713-83) fu principe dell'impero, duca di Münsterberg e Frankenstein, conte sovrano della contea imperiale di Thengen (1663) con diritto di voto al Reichstag, conte di Gottschee e della contea principesca non sovrana di Wels in Austria. Acquistò ulteriore potenza e ricchezza come erede dei tirolesi principi Trautson von Falkenstein (1711), estintisi nel 1780, mentre il figlio, Carlo Giuseppe Antonio (-1800) fu il primo duca di Gottschee (1783).
La contea di Thengen fu l'unico feudo immediato imperiale posseduto dalla famiglia che vi regnò sovrana fino a Guglielmo (1800-06), quando ne subì la sua mediatizzazione nel 1806 e la vendita al Baden nel 1811. La famiglia ebbe come feudi mediati il ducato di Gottschee in Carniola, la contea principesca di Wels nell'alta Austria, le signorie di Schönberg e Seissenberg e possessi minori in Boemia, Carniola, Austria e Moravia, nonché i titoli ereditari di Erblandmarschall (Maresciallo ereditario) e di Erblandkämmerer (Tesoriere ereditario) per la Carniola e la Windische Mark.
Nel 1825, con risoluzione della Dieta Germanica del 1813, venne riconosciuto ai principi von Auersperg il predicato di Durchlaucht (Altezza Serenissima).
A partire dal 1795 la dinastia dei principi von Auersperg si scisse in due rami:
- a) linea principesca di Auersperg Schönfeldscher: si distaccò nel 1795 con Carlo (1795-06); fu mediatizzata nel 1806 e annessa all'Austria.
- b) linea principesca di Auersperg Zweig: distaccatasi nel 1795 con Vincenzo (1795-06) fu mediatizzata e annessa all'Austria (1806).

Di seguito viene riportato l'elenco dei Principi e dei capi della casata di Auersperg e tra parentesi vengono indicati gli anni di reggenza, che non corrispondono alla data di nascita e morte del soggetto stesso.

## Principi sovrani di Auersperg (1653–1806)
- Giovanni Weikhard (1653–1677), conte di Auersperg, I principe di Auersperg, I duca di Münsterberg in Slesia
- Giovanni Ferdinando (1677–1707), II principe di Auersperg, II duca di Münsterberg in Slesia
- Francesco Carlo (1707–1713), III principe di Auersperg, III duca di Münsterberg in Slesia
- Enrico Giuseppe (1713–1783), IV principe di Auersperg, IV duca di Münsterberg in Slesia
- Carlo Giuseppe (1783–1800), V principe di Auersperg, V duca di Münsterberg in Slesia (sino al 1791), I duca di Gottschee (dal 1791)
- Guglielmo I (1800–1806), VI principe di Auersperg, II duca di Gottschee

## Principi di Auersperg non regnanti (1806-oggi)
- Guglielmo I (1806–1815), VI principe di Auersperg, II duca di Gottschee
- Guglielmo II (1815-1827), VII principe di Auersperg, III duca di Gottschee
- Carlo Guglielmo (1827-1890), VIII principe di Auersperg, IV duca di Gottschee, primo ministro austriaco.
- Carlo Maria (1890-1915), IX principe di Auersperg, V duca di Gottschee
- Carlo Adolfo (n. 1915-1927) X principe di Auersperg, VI duca di Gottschee, conte principesco di Wels; sposato nel 1937 con la contessa Margherita Batthyany-Strattmann (1914–59). In seguito nel 1961 si risposò con la contessa Fedora di Solms-Baruth (n. 1920), dalla quale ebbe una figlia.
- Adolfo Carlo (n. 1937), XI principe di Auersperg, VII duca di Gottschee, conte principesco di Wels

## Principi dopo le partizioni (1795–1806)
- Auersperg-Schönfeldscher: Carlo (1795–1806)
- Auersperg-Zweig: Vincenzo (1795–1806)